# 하늘도서관 (마포구)
하늘도서관은 서울특별시 마포구에 있는 구립 도서관이다.

## 연혁
- 2013년 11월 12일 개관.

## 시설 현황
2021년 8월 31일 시설 종료

## 이용 안내
이용 시간
- 평일: 오전 10시 ~ 오후 8시

휴관일
- 토요일, 일요일 및 법정공휴일
- 도서관의 보수공사 등으로 부득이 휴관하여야 할 경우
- 장서 점검 및 시설점검 등 운영상 부분적으로 휴실할 필요가 있는 경우
- 기타 관장이 필요하다고 인정할 경우